# Huta Cynku Miasteczko Śląskie
Huta Cynku „Miasteczko Śląskie” Spółka Akcyjna (HCM SA lub HCM S.A.) – huta cynku z siedzibą w Miasteczku Śląskim należąca do Grupy ZGH Bolesław, producent wyrobów z cynku oraz ołowiu. Huta wytwarza cynk i ołów metodą pirometalurgiczną (tzw. proces Imperial Smelting). Cynk surowy jest produkowany w technologii ISP, a następnie rektyfikowany. Ołów i kadm jest rafinowany.
Huta produkuje ok. 80 tys. ton cynku na rok i wytwarza ok. 40% krajowej produkcji cynku oraz ok. 50% krajowej produkcji ołowiu i stopów. Wytwarza też kadm, kwas siarkowy i niewielkie ilości stopu srebra.
Główne produkty:
- cynk Z1 (SHG) o jakości 99,995% Zn
- cynk Z5 (GOB) o jakości 98,5% Zn
- stopy ocynkownicze (ZnAl, CGG)
- stopy odlewnicze ZAMAK
- ołów Pb985R o jakości 99,985% Pb
- ołów Pb970R o jakości 99,970% Pb
- kwas siarkowy techniczny
- gips syntetyczny

HCM SA Zatrudnia ok. 820 osób. Huta należy do największych pracodawców w okolicach Tarnowskich Gór.

## Historia
- 1960 – rozpoczęto budowę huty na licencji angielskiej firmy Imperial Smelting Processes.
- 5 lipca[potrzebny przypis] 1966 – nastąpił rozruch pierwszego pieca przewałowego do produkcji tlenku cynku[2].
- 23 października 1968 – pierwszy wytop cynku i ołowiu z pieca szybowego
- 1972 – zakończono pierwszy etap budowy Huty. Do eksploatacji oddano Wydział Tlenku Cynku oraz I Kompleks Metalurgiczny w którego skład wchodziły: Wydział Spiekalni, Fabryka Kwasu Siarkowego, Wydział Pieca Szybowego oraz Wydział Rafinerii Ołowiu.
- 1979 – zakończono drugi etap budowy Huty: II Kompleks Metalurgiczny, który składał się z II Wydziału Spiekalni i II Pieca Szybowego. Tym samym zakończono kompleksową budowę zakładu.
- 1985–1989 – Huta funkcjonuje jako zakład należący do przedsiębiorstwa „Górniczo- Hutniczy Kombinat Metali Nieżelaznych w Katowicach”
- 14 lutego 1986 – Huta wyprodukowała milionową tonę cynku
- 1989 – huta cynku zostaje wpisana na „Listę 80-ciu”
- luty 1990 – wygaszenie pierwszego kompleksu pieca szybowego oraz Huty Tlenku Cynku.
- 1997–1999 -zrealizowano inwestycję pn. „Budowa Oddziału Rafinacji Cynku”, w efekcie Huta zapewniła produkcję cynku o jakości w pełni odpowiadającej wymaganiom Unii Europejskiej.
- styczeń 1998 – huta uzyskała Certyfikat Systemu Jakości zgodny z PN ISO – 9002
- wrzesień 1998 – ołów Pb970R został zarejestrowany na Londyńskiej Giełdzie Metali pod nazwą H20MS
- listopad 1999 – rozpoczęcie produkcji stopów srebra
- 9.01.2004 – HCM SA zostaje skreślona z „Listy 80"
- 2008 – uruchomiono instalację odsiarczania gazów z maszyny spiekalniczej, umożliwiająca przerób materiałów wsadowych tlenkowych i odpadowych
- wrzesień 2010 – huta dołączyła do Grupy Kapitałowej ZGH „Bolesław” S.A.
- maj 2012 – rejestracja cynku Z1 na Londyńskiej Giełdzie Metali – LME – pod nazwą HCM SHG 99.995
- 11 grudnia 2012 – Stalprodukt S.A. stał się właścicielem Grupy Kapitałowej Górniczo-Hutniczych „Bolesław: S.A.
- 26 czerwca 2015 – otwarcie rozbudowanej o trzy kolumny rektyfikacyjne Oddziału Rektyfikacji Cynku, co pozwoliło na zwiększenie możliwości przerobu odpadów niebezpiecznych
- 2016 – zakończono budowę nowych przewodów w kominie 120 m do oddzielnego wyprowadzania gazów z fabryki kwasu siarkowego i układu odsiarczania metodą wapniakową
- 11 maja 2017 – oddanie do eksploatacji nowo wybudowanej instalacji neutralizacji i odtalowania ścieków, inwestycji wartej 26,5 mln zł
- 23 października 2018 – jubileusz 50-lecia pierwszego wytopu cynku w Hucie Cynku „Miasteczko Śląskie” S.A.

## Struktura własności
1 kwietnia 2004 r. w wyniku komercjalizacji przedsiębiorstwa państwowego pod nazwą Huta Cynku Miasteczko Śląskie utworzona została jednoosobowa spółka Skarbu Państwa o nazwie Huta Cynku „Miasteczko Śląskie” Spółka Akcyjna. Po dołączeniu w 2009 r. do grupy ZGH Bolesław (85% akcji huty), w rękach Skarbu Państwa pozostało 15% akcji. Docelowo w rękach ZGH Bolesław znalazło się 92,8% udziałów. Wśród właścicieli pozostałych 7,2% znajdują się m.in. pracownicy HCM oraz emeryci.

## Prezesi
- Roman Utracki (2004 – 2006)
- Marek Wadowski (2006 – sierpień 2008)
- Tadeusz Kosek (13 grudnia 2008 – 24 stycznia 2009, w dniu 24 stycznia został odwołany przez Radę Nadzorczą)
- Mirosław Indyka (luty 2009 – czerwiec 2023)
- Arkadiusz Mańka (czerwiec 2023 - obecnie).

## Zarząd Huty Cynku „Miasteczko Śląskie” Spółka Akcyjna
- mgr inż. Arkadiusz Mańka – Prezes Zarządu – Dyrektor Naczelny
- mgr Marek Drosik – Członek Zarządu – Dyrektor ds. Handlowych